# Ndjamena City
Pour plus de détails, voir Fiche technique et Distribution.
Ndjamena City est un film français, tchadien, gabonais et marocain réalisé par Issa Serge Coelo en 2008.

## Synopsis
Le film se déroule dans un pays d'Afrique non nommé, mais qui fait fortement penser au Tchad dans les années 1980 et 1990. Le pays souffre des exactions d'un escadron de la mort brutal dirigé par le colonel Koulbou (Youssouf Djaoro). Adoum (Felkissam Mahamat), un journaliste qui vient d'obtenir son passeport, veut partir en voyage à l'étranger pour évoquer la situation dans son pays ; mais tandis qu'il fait ses formalités à l'aéroport, on trouve sur lui une lettre compromettante. Il est alors jeté dans l'une des prisons de Koulbou. Il perd espoir, mais trouve un secours inattendu de la part de l'épouse de Koulbou, Hawa.

## Fiche technique
- Titre original : Ndjamena City
- Réalisation : Issa Serge Coelo
- Scénario : Issa Serge Coelo, André Dionlar
- Musique : Khalil Chahine
- Durée : 90 minutes
- Sortie : 2008
- Date de sortie :
  - France : 24 décembre 2008
- Pays :  France,  Maroc,  Tchad,  Gabon

## Distribution
- Youssouf Djaoro : colonel Koulbou
- Felkissam Mahamat : Adoum Baroun
- Billy Josephine : Awa
- Adama Rahama : Zara